# Werner Arnold (Fußballspieler)
Werner Arnold (* 6. Juli 1930) ist ein ehemaliger deutscher Fußballspieler.

## Karriere
Nach zwei Spielzeiten für den BC Augsburg in der Oberliga Süd und vier Spielzeiten für den FC Bayern Hof, die erste noch in der 2. Oberliga Süd, gehörte Arnold mit 32 Jahren dem Kader des FC Bayern München an, für den er in der Saison 1962/63 drei Oberligaspiele bestritt. Sein Debüt in der seinerzeit höchsten deutschen Spielklasse gab er am 7. Oktober 1962 (8. Spieltag) beim 3:2-Sieg im Heimspiel gegen den KSV Hessen Kassel. Seine beiden weiteren Punktspiele wurden am 20. Januar 1963 (19. Spieltag) und am 5. Mai 1963 (25. Spieltag) heimwärts gegen die TSG Ulm 1846 und auswärts gegen den Karlsruher SC jeweils mit 3:1 Toren gewonnen.
In seiner zweiten Saison, in der zweitklassigen Regionalliga Süd, aufgrund der 1963 gegründeten Bundesliga als höchste deutsche Spielklasse, bestritt er lediglich die letzten beiden Saisonspiele am 24. und 31. Mai 1964. Diese endeten mit einer 4:6-Niederlage im Heimspiel gegen die TSG Ulm 1846 und mit einem 3:3-Unentschieden im Auswärtsspiel gegen die Spvgg. 03 Neu-Isenburg, die in die drittklassige 1. Amateurliga Hessen absteigen mussten.